# 傑納西鎮區 (密歇根州)
傑納西鎮區（英語：Genesee Township）是位於美國密歇根州傑納西縣的一個行政鎮區。

## 地方資料
傑納西鎮區的面積為78.70平方千米，當中陸地面積為76.10平方千米，而水域面積為2.60平方千米。根據2020年美國人口普查的數據，當地共有人口20581人，而人口密度為每平方千米261.51人。